# Giorgio Rossi
Giorgio Rossi (ur. 1 kwietnia 1948 w Rzymie) – włoski kolarz torowy, czterokrotny medalista mistrzostw świata.

## Kariera
Pierwszy sukces w karierze Giorgio Rossi osiągnął w 1973 roku, kiedy zdobył brązowy medal w sprincie indywidualnym amatorów podczas mistrzostw świata w San Sebastian. W zawodach tych wyprzedzili go jedynie Francuz Daniel Morelon oraz Anatolij Jabłunowski z ZSRR. Wynik ten Włoch powtórzył na mistrzostwach świata w Montrealu w 1974 roku (przegrał tylko z Antonem Tkáčem z Czechosłowacji i Siergiejem Krawcowem z ZSRR), a na rozgrywanych rok później mistrzostwach świata w Liège był drugi za Morelonem. Ponadto wspólnie z Floriano Finamore wywalczył brązowy medal w wyścigu tandemów na mistrzostwach świata w Besançon w 1980 roku. W tej samej konkurencji był dziewiąty na igrzyskach olimpijskich w Monachium w 1972 roku. Cztery lata później, podczas igrzysk w Montrealu zajął ósmą pozycję w sprincie indywidualnym.